# Стая (филм)
„Стая“ (на английски: Room) е драматичен филм от 2015 г. на режисьора Лени Ейбрахамсън. Сценарият на Ема Донахю е базиран на едноименния ѝ роман от 2010 г. Премиерата на филма е на 4 септември 2015 г. на кинофестивала в Телюрайд.

## Сюжет
Внимание:  Текстът по-долу разкрива сюжета на произведението (или части от него)!
В Аркън, Охайо младата майка Джой Нюсъм живее заедно със сина си Джак, затворена в мизерна барака, наречена „Стая“. Единствената им връзка със света е капандура, която открива синьото небе. Джак расте изолиран, мислейки си, че всичко в стаята е реално, а това извън нея, показвано по телевизията, не е истинско. Той посреща своя пети рожден ден, недоволен от тортата, която не прилича на тези по телевизията. Вечерта двамата са посетени от мистериозен мъж наречен „Стария Ник“, който ги държи в плен и им носи провизии. Непознатият периодично изнасилва Джой, докато Джак спи в килера.
Младата майка се опитва да държи момчето далеч от изнасилвачът, който изглежда е негов баща. Един ден мъжът съобщава, че от половин години е безработен. Вечерта Джак излиза от гардероба и се приближи до Ник, спящ до майка му. Мъжът се събужда и жената се опитва да предпази сина си от него. Ник излиза, заплашвайки, че ще убие Джой. На другия ден той спира отоплението на хижата. Джой споделя на момчето, че външният свят е реален и тя идва от него. Преди седем години Старият Ник я отвлича и заключва в бараката, намираща се в двора на дома му. Джак отказва да повярва на приказките ѝ.
Скоро момчето променя мнението и поисква да види света. Джой измисля план за бягство. Тя кара Джак да се престори на болен, Ник обаче не скланя да го заведе в поликлиниката. Следва друг план: жената увива момчето в килим и излъгва мъжът, че детето е мъртво. Този път Ник се съгласява да изхвърли трупа и го мята в пикапа си. Джак се развива и скача от автомобила. Затичва се при първия случаен минувач. Похитителят се опитва да върне момчето, но зарязва крещящото дете на улицата. Минувачът извиква полиция и те прибират Джак в полицейската кола. Момчето дава неясни описания на похитителя и неговата къща.
Полицията успява да намери дома на Стария Ник. Джой е освободена и се събира със сина си. Двамата са откарани в болница, където преседяват няколко дни. По време на престоя младата майка научава, че родителите и са разведени. Тя и Джак се преместват в дома от детството ѝ, където майка ѝ живее заедно с партньора си Лео. Бащата на Джой Робърт не може да приеме Джак и напуска ненадейно.
Младата майка, страдаща от депресия, и детето трудно се приспособяват към новата среда. Джой се съгласява да даде интервю за медиите, с което да помогне финансово семейството. Репортерите задават неудобни въпроси, свързани с бащинството на Джак. Вечерта майката прави опит за самоубийство. Откарана е в болница, където трябва да престои известно време. Детето трудно понася раздялата. Лео взима домашно куче на име Шеймъс. Постепенно момчето започва да се приобщава: скланя да подстрижат дългите му коси и си намира приятел.
Джой се връща в къщата. Джак пожелава отново да види Стаята. Полицията закарва Джой и сина и в двора на Стария Ник. Джак намира стаята, опустошена от разследващите, за различни. Жената настоява да напуснат бараката. Момчето се сбогува с всички предмети от стаята, последно с капандурата, и двамата напускат къщата.

## Актьорски състав
| Актьор          | Персонаж         | Роля                                |
| --------------- | ---------------- | ----------------------------------- |
| Бри Ларсън      | Джой „Ма“ Нюсъм  | Жена, държана в плен                |
| Джейкъб Трембли | Джак Нюсъм       | Син на Джой и Стария Ник.           |
| Джоан Алън      | Нанси Нюсъм      | Майка на Джой и баба на Джак.       |
| Уилям Мейси     | Робърт Нюсъм     | Бивш съпруг на Нанси и баща на Джой |
| Шон Бриджърс    | Стария Ник       | Похитител на Джой и баща на Джак.   |
| Том Маккамъс    | Лео              | Партньор на Нанси.                  |
| Аманда Брюгел   | Офицер Паркър    | Полицай.                            |
| Джо Пинг        | Офицер Грабовски | Полицай.                            |
| Кас Анвар       | Д-р Митал        | Лекар.                              |
| Уенди Кроусън   |                  | Водеща на толк-шоу.                 |

## Награди и номинации
| Категория                              | Номиниран                   | Резултат                    |
| Оскар (28 февруари 2016 г.)            | Оскар (28 февруари 2016 г.) | Оскар (28 февруари 2016 г.) |
| -------------------------------------- | --------------------------- | --------------------------- |
| Най-добра женска роля                  | Бри Ларсън                  | награда                     |
| Най-добър филм                         | Най-добър филм              | номинация                   |
| Най-добър режисьор                     | Лени Ейбрахамсън            | номинация                   |
| Най-добър адаптиран сценарий           | Ема Донахю                  | номинация                   |
| Награда на БАФТА (14 февруари 2016 г.) |                             |                             |
| Най-добра актриса в главна роля        | Бри Ларсън                  | награда                     |
| Най-добър адаптиран сценарий           | Ема Донахю                  | номинация                   |
| Златен глобус (10 януари 2016 г.)      |                             |                             |
| Най-добра актриса в драматичен филм    | Бри Ларсън                  | награда                     |
| Най-добър филм – драма                 | Най-добър филм – драма      | номинация                   |
| Най-добър сценарий                     | Ема Донахю                  | номинация                   |
| Сателит (21 февруари 2016 г.)          |                             |                             |
| Най-добър филм                         | Най-добър филм              | номинация                   |
| Най-добър режисьор                     | Лени Ейбрахамсън            | номинация                   |
| Най-добър адаптиран сценарий           | Ема Донахю                  | номинация                   |
| Най-добра актриса                      | Бри Ларсън                  | номинация                   |
| Емпайър (20 март 2016 г.)              |                             |                             |
| Най-добра актриса                      | Бри Ларсън                  | номинация                   |
| Най-добър мъжки дебют                  | Джейкъб Трембли             | номинация                   |